# Лебовиц, Джоэл
Джоэл Лебовиц (англ. Joel Lebowitz; род. 10 мая 1930, Тесева, Чехословакия) — американский математик и физик, специалист по статистической физике, профессор, директор Центра математических исследований университета Рутгерс. Бывший узник Освенцима.

## Биография и научная деятельность

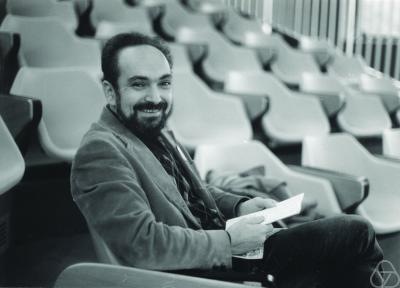
Джоэль Лебовиц (1975)

Родился в Тячеве в Чехословакии (ныне Закарпатская область Украины) в еврейской семье. Во время Второй мировой войны был депортирован с семьёй в Освенцим, где в 1944 году были убиты его отец, мать и младшая сестра. После освобождения из лагеря 14-летний Лебовиц на корабле перебрался в Соединённые Штаты.
Учился сначала в ортодоксальной еврейской школе, затем — в Бруклинском колледже. Получил докторскую степень в Сиракузском университете (1956 год) под руководством Питера Г. Бергманна. Затем он продолжил свои исследования с Ларсом Онсагером в Йельском университете, где получил должность преподавателя. В 1957 году он перешёл в Технологический институт Стивенса, а в 1959 году — в Высшую научную школу Белфера Университета Иешива.
В 1977 году он получил должность преподавателя в Университете Рутгерса, где занимает престижную должность профессора Джорджа Уильяма Хилла. За годы работы в Университете Иешивы и Университете Рутгерса он общался с несколькими учёными и художниками, такими как Фумио Йошимура и Кейт Миллетт. В 1975 году он основал «Журнал статистической физики». В 1979 году он был избран президентом Нью-Йоркской академии наук. Он был одним из самых активных сторонников поддержки учёных-диссидентов в Советском Союзе, особенно учёных-отказников.
Джоэл Лебовиц внес значительный вклад в статистическую физику и математическую физику. Совместно с Элиотом Лиебом доказал, что взаимодействия типа кулоновского подчиняется термодинамическому пределу. Установил неравенства Лебовица в модели Изинга для ферромагнетиков. Его сегодняшние интересы касаются неравновесной статистической физики.
В 1975 году основал «Журнал статистической физики» (Journal of Statistical Physics), один из самых влиятельных журналов в этой области в мире.

## Общественная работа
Он был одним из наиболее активных борцов за права учёных-диссидентов в СССР, и особенно учёных-отказников, входил в руководство таких организаций, как «Комитет озабоченных учёных» и Нью-Йоркская академия наук. Лебовиц оказывал давление на руководство Советского Союза, требуя соблюдение соглашений по защите прав человека, неоднократно выступал на проводившихся в Москве семинарах учёных-отказников.
21 марта 2005 года на очередном ежегодном заседании Американского Физического Общества в Лос-Анджелесе Джоэлю Лебовицу была вручена медаль Николсона за гуманитарные достижения. В своём решении Общество отметило, что оно награждает Лебовица за «неустанную деятельность в течение всей его замечательной карьеры, посвящённую помощи учёным и защите их прав в различных странах мира».

## Награды
Лебовиц — лауреат нескольких международных премий, среди которых стипендия Гуггенхайма (1976—77), медаль Больцмана (1992), премия Макса Планка (1993), премия Анри Пуанкаре (2000), медаль Николсона (2005), медаль имени Макса Планка (2007), Большая медаль Французской академии наук (2014). Член Национальной академии наук США. С 2012 года является действительным членом Американского математического общества.